# Trofeo Laigueglia 1997
Il Trofeo Laigueglia 1997, trentaquattresima edizione della corsa, si svolse il 18 febbraio 1997, su un percorso di 169,5 km. La vittoria fu appannaggio dell'italiano Michele Bartoli, che completò il percorso in 4h14'47", precedendo gli italiani Francesco Frattini e Francesco Casagrande.
I corridori che portarono a termine il percorso sul traguardo di Laigueglia furono almeno 136.

## Ordine d'arrivo (Top 10)
| Pos. | Corridore            | Squadra            | Tempo    |
| ---- | -------------------- | ------------------ | -------- |
| 1    | Michele Bartoli      | MG Boys Maglificio | 4h14'47" |
| 2    | Francesco Frattini   | Batik-Del Monte    | s.t.     |
| 3    | Francesco Casagrande | Saeco              | s.t.     |
| 4    | Beat Zberg           | Mercatone Uno-Wega | s.t.     |
| 5    | Stefano Della Santa  | Mercatone Uno-Wega | s.t.     |
| 6    | Rodolfo Massi        | Casino-Ag2r        | s.t.     |
| 7    | Mirko Celestino      | Team Polti         | a 6"     |
| 8    | Fabrizio Guidi       | Scrigno-Gaerne     | a 2'49"  |
| 9    | Biagio Conte         | Scrigno-Gaerne     | s.t.     |
| 10   | Paolo Fornaciari     | Saeco              | s.t.     |